# Sisters (musikalbum)
Sisters är ett studioalbum från 1992 av countryduon Sweethearts of the Rodeo från USA.

## Låtlista
1. "Why Should I Stay Blue" (Mike Reid/Rory Michael Bourke) – 2:35
2. "Hard-Headed Man" (Andy Landis/Don Schlitz) – 3:18
3. "I Don't Stay Down for Long" (Janis Gill/Wendy Waldman) – 3:06
4. "Man of My Dreams" (Janis Gill) – 3:18
5. "A Woman Can Tell" (Every Time)" (Janis Gill/Andy Landis) – 2:53
6. "Have I Done Enough" (Janis Gill/Wendy Waldman/Rick Vincent) – 3:12
7. "Devil and Your Deep Blue Eyes" (Russell Smith/Lee Roy Parnell) – 2:51
8. "(Our Love Is Like) Silver and Gold" (Janis Gill/Wendy Waldman) – 3:44
9. "Be Good to Me" (Janis Gill/Wendy Waldman/Rick Vincent) – 3:00
10. "Watch Me Run" (Janis Gill/Andy Landis) – 2:56
11. "Sisters (Best of Friends)" (Janis Gill/Kristine Arnold/Wendy Waldman) – 3:29